# Sân bay Loiyangalani
Sân bay Loiyangalani (IATA: LOY, ICAO: HKLY) là một sân bay ở Loiyangalani, Kenya.